# Mac Ahlberg
Mac Arne Bertil Ahlberg, även verksam under pseudonymerna Bert Torn, Edward Mannering och Robert Berne, född 12 juni 1931 i Ängelholms församling, Kristianstads län, död 26 oktober 2012 i Cupra Marittima, Marche, Italien, var en svensk filmfotograf, regissör, och manusförfattare.

## Biografi
Ahlberg inledde i fotografbana under värnplikten vid marinens filmdetalj och blev upplärd av Egil Holmsen varefter han verkade som B-fotograf vid Svensk Filmindustri. Hans regissörssamarbeten innefattade Hasse Ekman, Gunnar Hellström, Henning Carlsen och framförallt Åke Falck under vilken Ahlberg utvecklades som både filmfotograf och TV-fotograf. Han var en av de först anställda fotograferna på Sveriges Radio där han under sina sex år filmade bland annat teater som reportage.
I slutet av 1970-talet kom han till USA, där han arbetade för John Landis, bland annat med produktioner som Snuten i Hollywood III (1994) och Michael Jackson-videon Black or White (1991). Han samarbetade ofta med regissören Stuart Gordon och producenten Charles Band. Han var även verksam i Tyskland, Finland och slutligen Italien. Han var yrkesverksam långt över 70 års ålder.
Åren 1952–1954 var han gift med Ulla Olofsson (1923–2009) och 1955–1961 med skådespelaren Anna-Greta Bergman. Han fick dottern Annina Rabe (född 1963) tillsammans med scriptan och TV-producenten Ruth Rabe (1934–1992). Senare var han fram till sin död gift med Mary LaPoint Ahlberg.

## Filmografi (urval)

### Som filmfotograf
- 1954 – Västkustsommar
- 1965 – Jag – en kvinna
- 1965 – Kattorna
- 1966 – Prinsessan
- 1966 – Ormen
- 1968 – Vindingevals
- 1974 – Porr i skandalskolan
- 1977 – Molly - familjeflickan
- 1986 – From Beyond
- 1993 – Striking Distance
- 1994 – Snuten i Hollywood III
- 2000 – Rastlös

### Som regissör
- 1977 – Molly - familjeflickan
- 1976 – Bel Ami
- 1975 – Justine och Juliette
- 1974 – Jorden runt med Fanny Hill
- 1974 – Porr i skandalskolan
- 1974 – Flossie
- 1968 – Fanny Hill
- 1968 – Jag – en kvinna 2
- 1965 – Jag – en kvinna

### Som manusförfattare
- 1977 – Molly - familjeflickan
- 1976 – Bel Ami
- 1975 – Justine och Juliette
- 1974 – Porr i skandalskolan
- 1974 – Flossie
- 1974 – Jorden runt med Fanny Hill
- 1970 – Nana
- 1968 – Fanny Hill